# ねむろ (輸送艦)
ねむろ（ローマ字：JDS Nemuro, LST-4103）は、海上自衛隊の輸送艦。あつみ型輸送艦の3番艦。艦名は根室半島に由来する。

## 艦歴
「ねむろ」は、第4次防衛力整備計画に基づく昭和50年度計画輸送艦4103号艦として、佐世保重工業で1976年11月18日に起工され、1977年6月16日に進水、1977年10月27日に就役し、大湊地方隊に編入された。
1980年6月27日、新潟県佐渡島の北方約110km地点を航行中、ソ連空軍のTu-16爆撃機が異常接近。接近しすぎたTu-16が目の前で墜落するということがあった。後に同艦が乗組員3人の遺体を収容している。
1993年7月12日に発生した北海道南西沖地震、2000年の三宅島の噴火等、数度の災害派遣活動に従事した。
2005年5月20日、除籍。